# Helen Sawyer Hogg
Helen Sawyer Hogg (Lowell (Massachusetts), 1º agosto 1905 – 28 gennaio 1993) è stata un'astronoma canadese naturalizzata statunitense.
È conosciuta in particolare per avere aperto la strada alla ricercale sugli ammassi globulari e sulle stelle variabili, tra gli anni cinquanta e gli anni ottanta, e per la sua pubblicazione sulla storia dell'astronomia, pubblicata negli anni cinquanta.

## Riconoscimenti
Nel 1967 ha ricevuto la Medaglia Rittenhouse .
Nel 1976 le è stato assegnato l'Ordine del Canada .
Nel 1984 le fu assegnato il Premio Klumpke-Roberts.
Nel 1984 le è stato dedicato un asteroide, 2917 Sawyer Hogg .
Le è stato intitolato un premio, il Helen Sawyer Hogg Public Lecture .